# Julian Rotter
Pour les articles homonymes, voir Rotter.
Julian Rotter, né le 22 octobre 1916 et mort le 6 janvier 2014, est un psychologue américain, connu notamment pour ses travaux sur le lieu de maîtrise (1966) qui ont exercé une grande influence. Rotter lui-même en a été surpris et a confié : « Je marchais dans les bois, j'allumai ma pipe et jetai l'allumette, et lorsque je regardai derrière moi je vis un feu de forêt. ». Il est également à l'origine de la théorie de l'apprentissage social qui a jeté un pont entre le béhaviorisme et la psychologie cognitive.
Influencé au cours de ses années de formation par les travaux de Kurt Lewin, Edward Tolman et B. F. Skinner, il obtient un doctorat en psychologie clinique en 1941 après avoir notamment suivi dans les années 1930 les cours d'Alfred Adler. Il accomplit sa carrière universitaire d'abord à l'Université de l'Iowa au sein de laquelle il succède à George Kelly à la tête du département de psychologie clinique, puis à l'Université du Connecticut (1963-1987) au sein de laquelle il dirige également le département de psychologie clinique.
Il a été le président de la section « Psychologie sociale et psychologie de la personnalité » de la société américaine de psychologie.

## Publications
- Social learning and clinical psychology, New York, Prentice-Hall, 1954.
- Clinical psychology, Englewood Cliffs, N.J., Prentice-Hall, 1971.
- Applications of a social learning theory of personality, New York, Holt, Rinehart and Winston, 1972. Avec June E. Chance et E. Jerry Phares.
- Personality, Glenview, Ill. : Scott, Foresman, 1975. Avec Dorothy J. Hochreich.